# انگورفرنگی تیره‌گل
انگور فرنگی تیره‌گل، گالش انگور تیره‌گل (نام علمی: Ribes triste) مترادف (نام علمی:  Ribes melancholicum) نام یک گونه از سرده انگورفرنگی است.